# Uleila del Campo
Uleila del Campo község Spanyolországban, Almería tartományban. Lakosainak száma 816 fő (2024).

## Földrajza
Uleila del Campo Sorbas, Lucainena de las Torres, Tahal, Benizalón, Cóbdar és Lubrín községekkel határos.

## Népesség
A település lakosságának változását az alábbi diagram mutatja:
| Lakosok száma | 979  | 972  | 1003 | 1015 | 989  | 924  | 871  | 833  | 816  | 816  |
|               | 2001 | 2004 | 2006 | 2009 | 2011 | 2014 | 2016 | 2019 | 2021 | 2024 |